# 五島壮
五島 壮（ごとう たけし、1943年5月16日 - 2017年12月24日）は、日本の政治家。兵庫県議会議員（7期）を勤めた。議員としての呼称は「五島たけし」。

## 略歴
兵庫県姫路市出身。姫路市大津区にある五島診療所の長男として生まれる。淳心学院中学校・高等学校を経て、早稲田大学法学部卒業。
1983年、兵庫県議会選挙に自由民主党公認で姫路市選挙区から立候補し初当選。以後3期連続当選し、自民党県議団政務調査会長などを歴任した。
1993年、自民党を離党し新生党結党に参加。兵庫県議会議員を辞職し、第40回衆議院議員総選挙に新生党公認で旧兵庫4区から立候補するも落選。
1996年の第41回衆議院議員総選挙に新進党公認で兵庫県第11区から立候補したが、自民党公認候補だった戸井田三郎が急逝したことに伴い補充立候補した息子戸井田徹に、弔い選挙の形で惜敗し落選。
1999年、兵庫県議会議員選挙に無所属で立候補し当選。その後、自由民主党に復党し、以後4期連続当選。自民党県議団幹事長・自民党兵庫県支部連合会幹事長などを歴任した。
2015年の県議選には自身の健康問題を理由に立候補せず、政界から引退。県議選は長男・壮一郎が立候補し当選した。2015年秋の叙勲で旭日小綬章受章。同年12月より兵庫県選挙管理委員会委員長代理だった。
2017年12月24日、横行結腸がんのため死去。74歳没。

## 政策
2000年施行の地方分権一括法以前から地方分権を提唱しており、日本が発展していくために、中央集権政治から地域が自立できる政治体制の必要性を強調。隣接市町との合併による姫路市の政令指定都市への移行を訴えていた。